# Lotus E20
Lotus E20 je vůz formule 1 týmu Lotus F1 nasazený pro rok 2012. Jezdili v něm Fin Kimi Räikkönen, Francouz Romain Grosjean a Belgičan Jérôme d'Ambrosio. Monopost byl představen 5. února 2012.